# 阿克萨本微风号列车
阿克萨本微风号列车（英語：Ak-Sar-Ben Zephyr）是一列由芝加哥、伯靈頓和昆西鐵路（CB&Q）营运、从内布拉斯加州林肯开往伊利诺伊州芝加哥的流线型旅客列车，列车得名于内布拉斯加州英文名称的倒写。较为特别的是阿克萨本微风号列车是单方向运行的东行列车，而与之配对的西行列车（从芝加哥开往林肯）称为先行快车号列车（Advance Flyer），两者皆于1940年12月11日正式投入服务。阿克萨本微风号列车每天上午11时10分从林肯车站出发，至晚上8时15分到达芝加哥聯合車站，全程运行时间为9小时5分钟。而先行快车号列车则于每天下午12时35分从芝加哥联合车站出发，至晚上9时50分到达林肯车站，全程运行时间为9小时15分钟。1947年12月，随着伯灵顿铁路在相同路线上开行内布拉斯加微风号列车（Nebraska Zephyr），阿克萨本微风号列车和先行快车号列车亦宣告停运。